# Парипович, Огнен
Огнен Парипович (сербохорв. Париповић Огњен; род. 14 августа 1979, Нови-Сад) — югославский и сербский футболист, защитник.

## Карьера
Первые годы на взрослом уровне провел в низших югославских и румынских дивизионах. В 2004 году защитник провел 26 игр за российский клуб Первого дивизиона «Газовик-Газпром» (Ижевск).
В 2007—2008 гг. Парипович провел один сезон за азербайджанскую команду Премьер-Лиги «Стандард» (Баку). Затем серб играл в венгерском «Вашаше».
Завершал свою карьеру Огнен Парипович у себя дома в Сербии в клубе Первой лиги «Пролетер» из родного города Нови-Сад.